# 先代舊事本紀
《先代舊事本紀》是成書於日本平安時代初期的史書，也稱作《舊事紀》、《舊事本紀》，內容雖然大多引自《古事記》、《日本書紀》和《古語拾遺》，但也收錄了其他史書所沒有的傳說和神名，比方像《天孫本紀》中對物部氏的祖神「饒速日尊」這一類單獨的記錄特別豐富；也有古代地方官豪族的資料，如《國造本紀》。

## 章節
- 先代舊事本紀序　傳聖德太子編、蘇我馬子作。經查該序為後世偽造假托之物
- 第一卷　神代本紀、陰陽本紀　天地創造
- 第二卷　神祇本紀　高天原神話
- 第三卷　天神本紀　饒速日尊降臨
- 第四卷　地祇本紀　出雲神話、國神傳說
- 第五卷　天孫本紀　饒速日尊與物部氏系譜
- 第六卷　皇孫本紀　火瓊瓊杵尊至神武天皇東征
- 第七卷　天皇本紀　神武天皇至仲哀天皇、神功皇后
- 第八卷　神皇本紀　應神天皇至武烈天皇
- 第九卷　帝皇本紀　繼體天皇至推古天皇
- 第十卷　國造本紀　古代國造資料

## 刊行本
- 《舊事紀訓解上、下》，三重貞亮著，明世堂出版，1944年。
- 《標註　舊事紀校本》，飯田季治校訂，瑞穗出版，1947年。
- 《先代舊事本紀の研究》，<校本の部>、<研究の部>，鎌田純一著，吉川弘文館，1960年。
- 《先代舊事本紀　訓註》，大野七三編著，意富之舎、新人物往來社，1989年，ISBN 4404016115。
- 《先代旧事本紀　訓註》，大野七三校訂編集，批評社，2001年，ISBN 4826503253。

## 外部連結
- 私本 先代舊事本紀（页面存档备份，存于）